# Хабар. З блокнота журналіста В. Цвєткова
«Хабар. З блокнота журналіста В. Цвєткова» — радянський двосерійний телевізійний художній фільм 1983 року, знятий режисером Ігорем Шатровим. Прем'єра фільму відбулася в 1983 році на телебаченні СРСР.

## Сюжет
Дія фільму відбувається на початку 1980-х років в СРСР. Дочка ветерана ВВВ Міхова дає хабар працівниці райжитловідділу Оловянніковій, щоб отримати нові квартири. Випадково дізнавшись про це журналіст Цвєтков дає даній справі розголос. Фільм знімався в Калузі.

## У ролях
- Іван Лапиков —  Михайло Андрійович Міхов  (озвучив  Ігор Єфімов),  ветеран Великої вітчизняної війни, батько Ірини Ревзіної і Марії Міхової
- Лідія Федосеєва-Шукшина —  Наталія Йосипівна Оловяннікова, співробітниця житлорайконтори
- Анатолій Ромашин —  Сергій Кузьмич Куріхін, начальник житлорайконтори
- Марина Левтова —  Марія Міхова, молодша дочка Михайла Міхова, студентка медичного університету, наречена (пізніше — дружина) Валерія Куріхіна
- Людмила Дмитрієва —  Ірина Михайлівна Ревзіна, старша дочка Михайла Міхова, лікар-педіатр
- Альгіс Арлаускас —  Валерій Куріхін, син Сергія Куріхіна, студент, працівник будбригади, наречений (пізніше — чоловік) Марії Міхової
- Юрій Каюров —  Іван Якович, прокурор
- Віктор Проскурін —  Куров, слідчий прокуратури
- Володимир Носик —  Володимир Іванович Цвєтков, журналіст газети
- Світлана Немоляєва —  Куріхіна, мати Валерія і дружина Сергія Куріхіна
- Ігор Кашинцев —  Борис Борисович, головний редактор газети
- Людмила Соловйова —  Соня Тюріна, подруга Ірини Ревзіної
- Микола Парфьонов —  Афанасій Гаврилович Петербурзький, відвідувач Оловяннікової
- Галина Дьоміна —  Віра Семенівна Міхова, дружина Михайла Міхова, мати Ірини Ревзіної і Марії Міхової
- Володимир Старостін —  Віктор Ревзін, чоловік Ірини
- Микола Засухін —  Микола Іванович Соколовський, перший секретар райкому партії
- Борис Гусаков —  Степан Захарович, голова виконкому
- Юрій Чернов —  Кузя, монтажник
- Федір Одиноков —  Єгор Петрович, ветеран Великої вітчизняної війни, друг Михайла Міхова
- Микола Смирнов — Степан Лукич,  ветеран Великої вітчизняної війни, друг Михайла Міхова
- Анатолій Кубацький —  ветеран Великої вітчизняної війни, друг Михайла Міхова
- Вадим Вільський —  ветеран німецько-радянської війни, друг Михайла Міхова
- Євген Бикадоров —  Ходько, відвідувач редакції газети
- В'ячеслав Горбунчиков —  фотокореспондент в редакції газети
- Сергій Скрипкін —  співробітник редакції газети
- Вадим Захарченко — епізод на будівництві (немає в титрах)

## Знімальна група
- Режисер — Ігор Шатров
- Сценарист — Василь Ардаматський
- Оператор — Юрій Схіртладзе
- Композитор — Марк Фрадкін
- Художник — Іван Тартинський